# Doogh

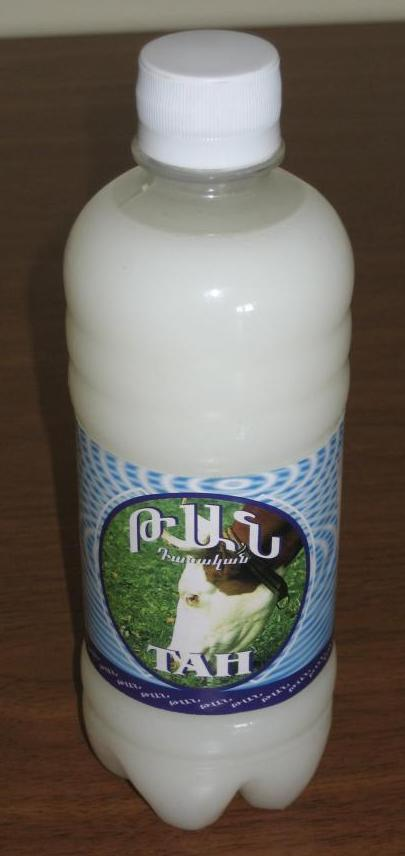
Một chai tan có ga bán ở Yerevan, Armenia

Doogh, ayran hay tan (tiếng Albania: Dhallë; tiếng Ba Tư: دوغ, dugh; tiếng Azerbaijani: ayran; tiếng Ả Rập: شنينة šinīna hay عيران ayran; tiếng Thổ Nhĩ Kỳ: ayran; tiếng Armenia: թան t'an; tiếng Pashtun: شلومبې; tiếng Kurd: ماستاو) là một món uống lạnh dựa trên sữa chua và muối. Đây là đồ uống phổ biến ở Iran, Thổ Nhĩ Kỳ, vùng Kurdistan, Armenia, Azerbaijan, Kazakhstan, Tajikistan, Kyrgyzstan, Nga, Balkan, Afghanistan, Síp, Liban và Syria.

## Pha chế
Doogh là món uống lạnh hay mát, đi kèm khi ăn thịt nướng hay cơm, thường dùng vào mùa hè. Cách làm pha sữa chua với nước mát hay nước đá, muối, đôi lúc được thêm ga và bạc hà. Có thể mô tả doogh là "sữa chua pha loãng".

## Lịch sử
Theo Shirin Simmons, doogh đã là thức uống phổ biến từ lâu, xuất hiện từ thời Ba Tư cổ. Từ doogh bắt nguồn từ دوغ tiếng Ba Tư và liên quan đến từ dušidan (دوشیدن), nghĩa là "vắt sữa".
Theo Nevin Halıcı, doogh là món uống truyền thống của các dân tộc Turk. Theo Celalettin Koçak và Yahya Kemal Avşar (giáo sư Công nghệ Thực phẩm tại đại học Mustafa Kemal), doogh do người Göktürk hàng nghìn năm trước đã nghĩ ra khi pha sữa chua có vị đắng với nước để cải thiện hương vị.
Trong một từ điển Thổ Nhĩ Kỳ từ thế kỷ XVI, Dīwān ul-Lughat al-Turk, doogh được định nghĩa là "món uống làm từ sữa."